# Lobstick Lake
Lobstick Lake is een meer van zo'n 1500 km² in de Canadese provincie Newfoundland en Labrador. Sinds de bouw van de waterkrachtcentrale Churchill Falls (1967–1974) maakt Lobstick Lake deel uit van het grote Smallwood Reservoir en ligt de vroegere kustlijn onder water.

## Toponymie
De Engelse term lobstick verwijst naar een dennenboom in de boreale wouden van Canada waarvan het merendeel van de onderste takken weggekapt zijn. Het betreft een eeuwenoud indiaans gebruik om herkenningspunten te creëren in het landschap. Het kreeg zijn naam vermoedelijk door John McLean (1797-1890), een medewerker van de Hudson's Bay Company.

## Geografie
Het meer bevindt zich op het Labradorplateau, een plateau diep in het binnenland van het schiereiland Labrador met hoogtes variërend van 457 tot 579 meter boven de zeespiegel. Voordat het Smallwood Reservoir gecreëerd werd lag het nu onder water liggende gedeelte van het plateau bezaaid met door rivieren verbonden meren, poelen en moerassen. Daaronder drie grote meren: Meshikamau, Lobstick Lake en Ossokmanuan Lake.

## Hydrologie
Met 1.500 km² was Lobstick Lake een van de grootste meren van de regio Labrador. Het vormt dan ook het merendeel van de westelijke helft van het huidige stuwmeer.
Het nu onder water liggende meer wordt in het noorden aangevuld door de Ashuanipi, in het zuiden door de Atikonak (die Ossokmanuan Lake afwatert) en ontving in het oosten water vanuit Meshikamau. In het zuiden watert Lobstick Lake zelf af naar Flour Lake en zo naar Jacopie Lake. Sinds het ontstaan van het Smallwood Reservoir wordt de afvloeiing van Lobstick Lake geregeld door de Lobstick Control Structure (53° 58′ 12″ N, 65° 24′ 36″ W).